# Poolse Amerikanen
Poolse Amerikanen zijn inwoners van de Verenigde Staten met een Poolse achtergrond. Het aantal Poolse Amerikanen wordt geschat op tien miljoen, 3,2% van de Amerikaanse bevolking is. De Poolse gemeenschap vormt de grootste bevolkingsgroep onder de Amerikanen van Slavische afkomst en de acht na grootste bevolkingsgroep van Amerika. De eerste groep Polen kwam in 1608 naar Amerika. Zij vestigden zich in de Virginia Colony. Tijdens de Amerikaanse Onafhankelijkheidsoorlog werd een leger door de Polen Kazimierz Pułaski en Tadeusz Kościuszko geleid. Zij worden nu nog altijd herinnerd als nationale helden.
Tijdens de 19e en 20e eeuw zijn meer dan een miljoen Polen naar Amerika geëmigreerd. Zij werden veelal gezien als mensen met de Russische, Oostenrijkse of Duitse nationaliteit, omdat in die tijd nog geen onafhankelijke Poolse staat bestond. Pas in 1918, toen de staat Polen weer bestond, werden Poolse migranten als Polen aangemerkt. Ook nadat Polen een eigen staat was geworden zagen de joden zichzelf liever als Joden of Russische Joden dan dat ze zichzelf als Poolse Joden zagen. Volgens de statistieken over deze periode trouwden veel Polen met mensen van andere etnische bevolkingsgroepen. Een onderzoek in 1988 liet zien dat 54% van de derde generatie Poolse Amerikanen van gemengde afkomst was. De Polish American Cultural Center ontdekte dat er 19 tot 20 miljoen Amerikanen Pools bloed hadden.
In 2000 waren er ongeveer 670.000 Amerikanen van vijf jaar en ouder die in de gezinssituatie Pools gebruikten als voertaal. De meerderheid van de Poolse Amerikanen zijn zoals hun in Polen gebleven verwanten rooms-katholiek. Sinds de migratie van Polen naar Amerika ontstond, zijn er Poolssprekende parochies (migrantenkerken) in het land te vinden. De gemeenschap bouwde haar eigen migrantenkerken, culturele verenigingsgebouwen en scholen. Ook werden er winkels geopend die typische Poolse waren verkopen. Er bestaan in Amerika Poolse verenigingen die al meer dan een eeuw bestaan. Voorbeelden zijn de vakbond Polish Roman Catholic Union of America en de vrouwenvereniging Polish Women's Alliance. Tegenwoordig zijn er nog verschillende Poolstalige radiozenders, televisiezenders en kranten in Amerika te vinden.
De meerderheid van de Poolse immigranten gingen in de steden wonen, slechts tien procent ging op het platteland wonen. In Chicago woont de grootste Poolse gemeenschap. Daar vindt men sinds 1935 ook het Polish Museum of America. In 2000 woonden er in de volgende Amerikaanse staten meer dan een half miljoen Polen: New York , Illinois, Michigan, Pennsylvania en New Jersey. In 2000 was er in de volgende Amerikaanse staten meer dan acht procent van de bevolking van Pools afkomst: Wisconsin, Michigan, Connecticut en Illinois.